# 96200 Oschin
96200 Oschin è un asteroide della fascia principale. Scoperto nel 1992, presenta un'orbita caratterizzata da un semiasse maggiore pari a 3,1152422 UA e da un'eccentricità di 0,2075120, inclinata di 4,33767° rispetto all'eclittica.